# Katastrofa górnicza w Karagandzie
Katastrofa górnicza w Karagandzie – katastrofa, do której doszło 28 października 2023 roku w kopalni węgla kamiennego im. Iwana Kostenki w Karagandzie, w Kazachstanie. W wyniku wybuchu metanu, śmierć poniosło 46 górników, a 18 zostało rannych. Jest to najtragiczniejsza katastrofa górnicza w Kazachstanie, od czasu odzyskania przez ten kraj niepodległości w 1991 roku.
Kopalnia im. Iwana Kostenki w Karagandzie należy do luksemburskiej spółki ArcelorMittal i zatrudnia 1400 pracowników. 28 października we wczesnych godzinach rannych w wyrobisku położonym na głębokości 700 metrów doszło do pożaru. Ogłoszono alarm i przystąpiono do ewakuacji. Kilkanaście minut później, rozprzestrzeniający się ogień spowodował potężny wybuch metanu, który wywołał falę uderzeniową o zasięgu ponad dwóch kilometrów. W momencie wybuchu pożaru, w kopalni przebywały 252 osoby, z czego 46 nie zdołało wydostać się na powierzchnię przed wybuchem metanu. Rozpoczęto akcję poszukiwawczo-ratowniczą, do której zaangażowano wojsko. Akcję komplikowała obecność zniszczonego sprzętu kopalnianego. W kolejnych godzinach, ratownicy odnajdywali tylko kolejne ciała poszukiwanych górników. Zwłoki ostatniego zaginionego górnika odnaleziono 30 października.
Prezydent Kazachstanu Kasym-Żomart Tokajew ogłosił 29 października dniem żałoby narodowej.